# Гіпоцентр

Гіпоцентр (фокус) — місце землетрусу та епіцентр — його проєкція на поверхню.

Гіпоце́нтр (грец. υπόκεντρον), також використовуються терміни фокус, осередок землетрусу — точка у глибині Землі, де саме стався землетрус. Над гіпоцентром, або осередком, землетрусу на земній поверхні розташований епіцентр. Для характеристики глибини розміщення гіпоцентру землетрусу використовують термін фокальна глибина.
У вогнищах землетрусів народжуються і звукові хвилі. Тому в гіпоцентр опускали геофон, який дозволяв записати голос надр на мікрофонну плівку.